# Probaryconus superbus
Probaryconus superbus är en stekelart som först beskrevs av Alan Parkhurst Dodd 1913.  Probaryconus superbus ingår i släktet Probaryconus och familjen Scelionidae. Inga underarter finns listade i Catalogue of Life.